# Pandémie de Covid-19 en Namibie
La pandémie de Covid-19 en Namibie démarre officiellement le 11 mars 2020. À la date du 7 octobre 2022, le bilan est de 4 065 morts.

## Chronologie

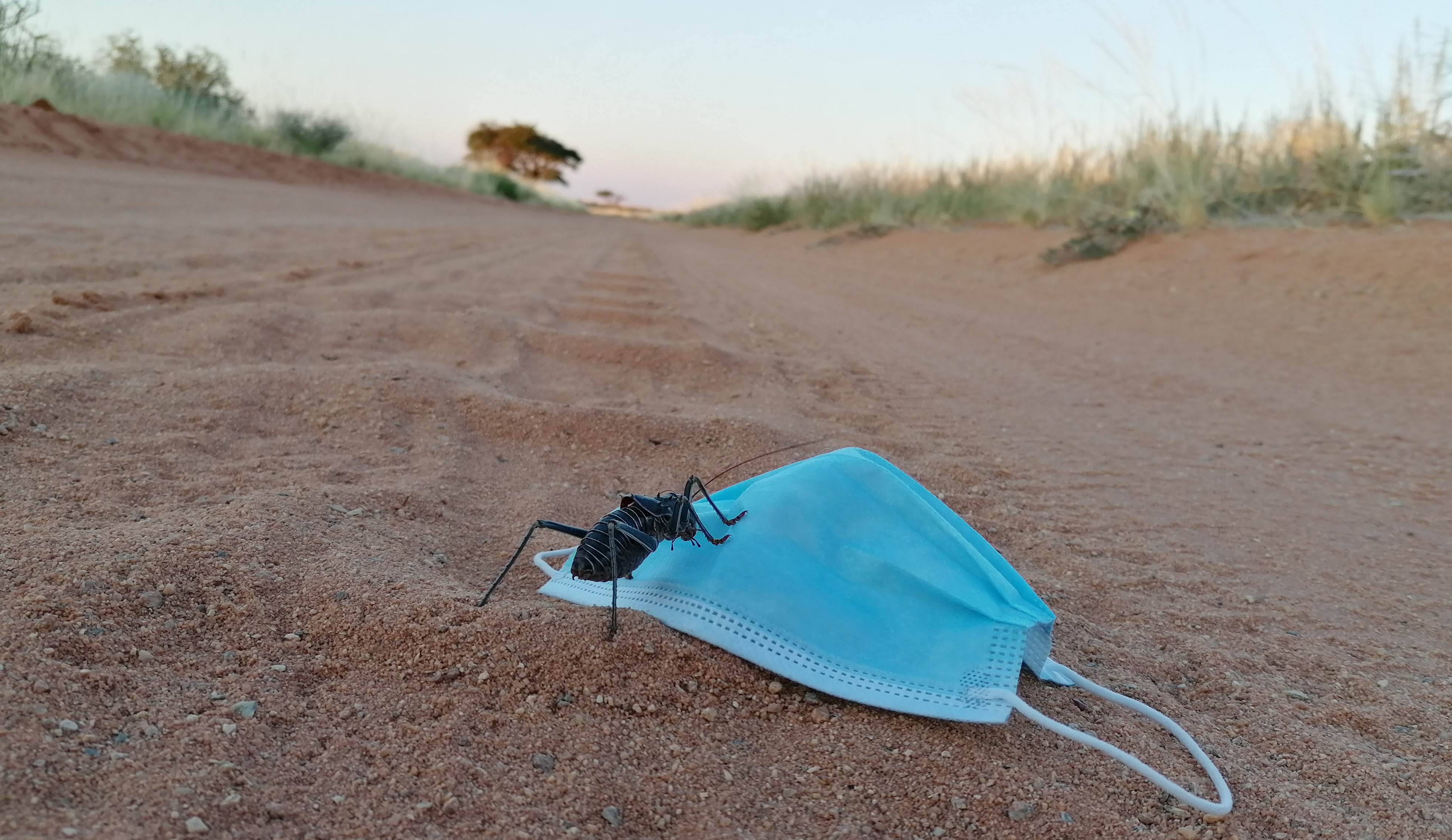
Deux fléaux en Namibie : le criquet à armure et la COVID-19 (avril 2021).

Les deux premiers cas sont constatés le 11 mars 2020.
Le cap des 10 cas est dépassé le 29 mars 2020. Le nombre de cas est de 11.
Le cap des 100 cas est dépassé le 25 juin 2020. Le nombre de cas est de 102.
Le premier mort est constaté le 10 juillet 2020.
Le cap des 1 000 cas est dépassé le 16 juillet 2020. Le nombre de cas est de 1 032.
Le cap des 10 morts est atteint le 30 juillet 2020.
Le cap des 100 morts est dépassé le 13 septembre 2020. Le nombre de décès est de 101.
Le cap des 10 000 cas est dépassé le 17 septembre 2020. Le nombre de cas est de 10 078.
Le cap des 1 000 décès est dépassé le 14 juin 2021. Le nombre de morts est de 1 008.
Le cap des 100 000 cas est dépassé le 8 juillet 2021. Le nombre de cas est de 101 001.

## Statistiques

Nombre de cas en Namibie depuis le début de l'épidémie.

Nombre de morts en Namibie depuis le début de l'épidémie.